# Tétra de Colombie
Hyphessobrycon columbianus
Espèce
Le Tétra de Colombie (Hyphessobrycon columbianus), est une espèce de poissons d'eau douce de la famille des Characidés.
Ce poisson peut être maintenu en aquarium d'environ 100 litres, en tenant compte d'une taille d'environ 7 cm par poissons et un groupe d'au moins 6 poissons.

## Distribution
Cette espèce se rencontre dans le bassin du río Acandi en Colombie.

## Publication originale
- Zarske & Géry, 2002 : Der Blaurote Kolumbien-Salmler. Hyphessobrycon columbianus n. sp. - ein neuer Salmler (Teleostei; Characiformes, Characidae) aus dem kolumbianischen Darien. Das Aquarium n. 391, p. 22-30.